# Philip Absolon
Pour les articles homonymes, voir Absolon (homonymie).
Philip Absolon (né le 24 novembre 1960) est un artiste britannique, membre du mouvement Stuckist.

## Biographie
Il est né à Erith, dans le Kent, et est l’arrière-arrière-petit-fils du peintre aquarelliste victorien John Absolon (en) (1815-1895). Entre 1977 et 1979, il a fréquenté l’institut de l’art et du design du Kent (Medway College of Art and Design) ou il rencontre Billy Childish and Bill Lewis (en), et se lie avec le groupe les poètes de Medway The Medway Poets, sans en être formellement membre.

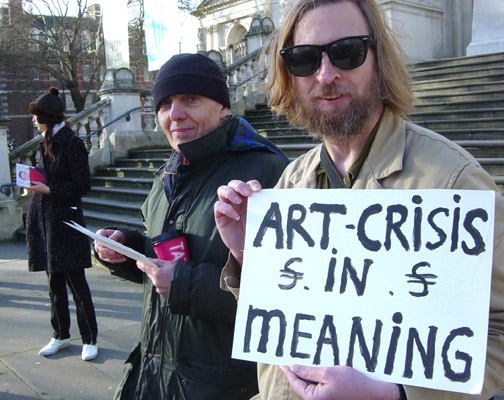
Philip Absolon contre le Prix Turner, 2006.

A l’Epson College of Art (1979-82), ses peintures étaient omises selon les instructions du directeur.
En 1987, il est refusé au collège royal de l’art Royal College of Art après avoir proposé des dessins de chats. Il est resté une bonne partie de sa vie officiellement sans emploi.
En 1999, il est l’un des douze membres fondateurs du mouvement artistique Stuckists et participe à toutes leurs principales expositions, ainsi que celles de Londres, Paris, New York et en 
Allemagne. Il est l’un des artistes caractéristiques de leur installation The Stuckists Punk Victorian à la galerie artistique Walker Art Gallery lors  de la biennale 2004 de Liverpool Biennial.
Il est aussi partie prenante des manifestations du mouvement Stuckist contre le Prix Turner.
Ses préoccupations s’orientent vers les chats, les squelettes et les blondes. Son art est direct, rempli d’humour et d’humanité, qui est souvent rapproché du mouvement ‘Art extérieur - Outsider Art’. Il réside habituellement dans le Norfolk.

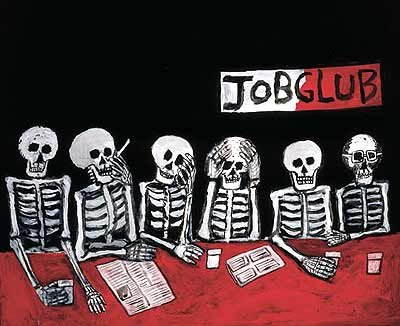
Philip Absolon. Job Club, c.1999.

## Œuvres
Job Club: "Ils sont tous de véritables personnes dans un gouvernement de chômeurs. Excepté moi, ce sont des entrepreneurs. Et ils ne veulent pas être là. Nous avions fait cela depuis si longtemps que je pense que nous le ferions encore à notre mort. Je les ai aussi différencié car je ne voulais les rosser. Ce sont tous des portraits. Je suis celui du milieu."  

## Galerie

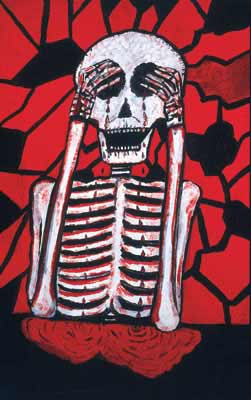
Breakdown
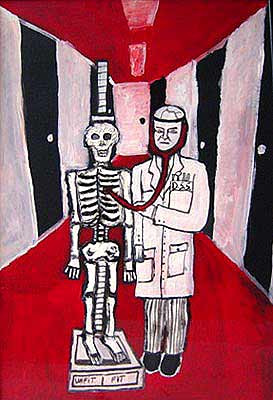
Fit for Work
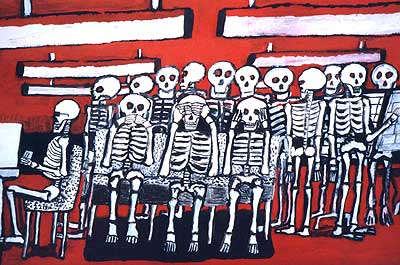
See No Evil, Hear No Evil, Speak No Evil
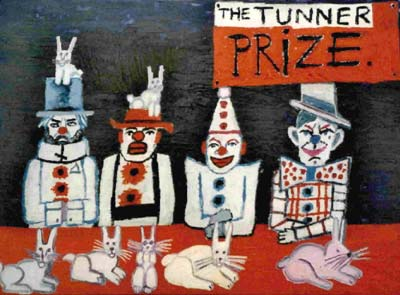
Turner Prize
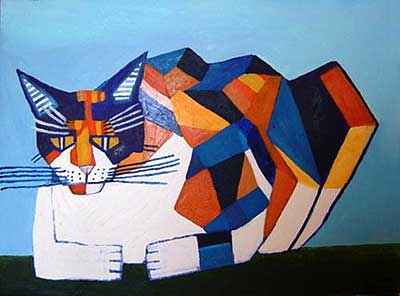
Cassie Thinking About Cubism
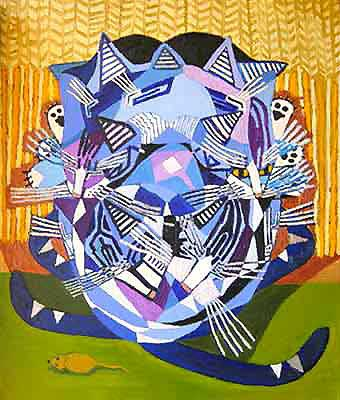
Cat Cleaning and Dead Mouse
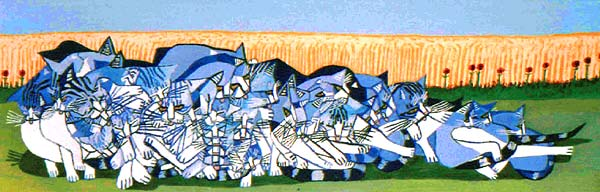
Cat Cleaning
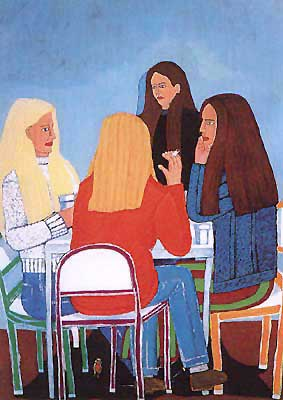
College Canteen

## Sources
- Stuckism
- The Stuckists Punk Victorian
- The Medway Poets
- Stuckist demonstrations
- Ed. Katherine Evans (2000), "The Stuckists" Victoria Press,  (ISBN 0-907165-27-3)
- Ed. Frank Milner (2004), "The Stuckists Punk Victorian" National Museums Liverpool,  (ISBN 1-902700-27-9)